# Fonti e storiografia sul sacco di Roma (410)
Il sacco di Roma del 410 ha suscitato un grande impatto sugli autori coevi all'avvenimento. Gli autori pagani incolparono il cristianesimo di aver attirato l'ira delle divinità pagane, a causa dell'abbandono degli antichi culti pagani, e sostennero che il sacco di Roma e il declino dell'Impero fossero dovuti proprio a questo. In risposta a tali attacchi, Agostino e Orosio scrissero delle opere a difesa del Cristianesimo: il primo scrisse La città di Dio e il secondo la Storia contro i pagani in sette libri. Il sacco di Roma attrasse l'attenzione anche di Girolamo che tornò a più riprese sui suoi scritti sulle impressioni che la notizia del sacco gli avevano suscitato. Del sacco di Roma parlarono anche gli storici ecclesiastici bizantini, Socrate Scolastico e Sozomeno.
Il sacco di Roma del 410, per gli autori moderni, ha avuto un grande impatto per la storia di Roma: essi considerano questo l'inizio della fine dell'Impero di Roma, e alcuni lo ritengono persino di maggiore impatto rispetto alla "caduta senza rumore" dell'Impero del 476.

## Reazione degli autori coevi

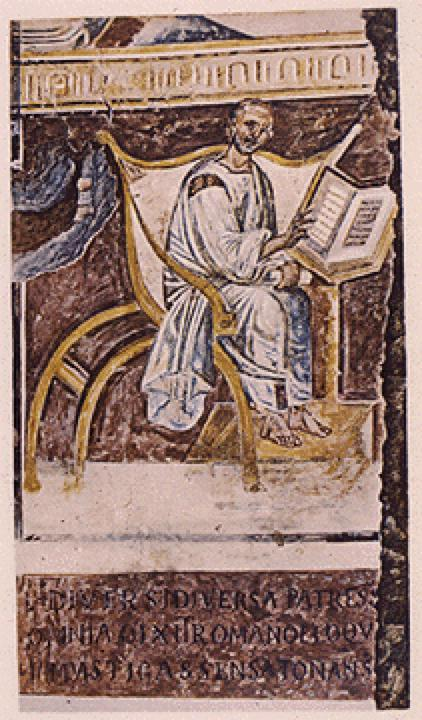
Agostino rispose alle accuse dei pagani che attribuivano al Cristianesimo la causa del declino dell'Impero nelle sue opere, in particolar modo nella De Civitate Dei.

### Girolamo
Una delle prime reazioni al sacco di Roma compiuto da Alarico la si trova nelle lettere di Girolamo (347-420), uno dei padri della Chiesa. Girolamo, che in passato aveva vissuto nella stessa Roma, già in una lettera del 409, parafrasando il poeta Lucano, si pose la domanda:
San Girolamo si chiese smarrito chi mai poteva sperare di salvarsi se Roma periva:
(San Girolamo)
Girolamo, nei suoi scritti, tornò a più riprese sul sacco di Roma. In una lettera scrisse che aveva appena cominciato a scrivere il commento a Ezechiele, quando apprese del sacco della Città Eterna e della devastazione delle province occidentali dell'Impero, notizia che lo rese talmente agitato "che, per usare un proverbio comune, mi ricordavo a malapena il mio nome; e per un lungo tempo rimasi in silenzio, sapendo che erano tempi per le lacrime". Sempre riguardo all'agitazione provata alla notizia del sacco, Girolamo scrisse che "quando in verità la luce fulgidissima di tutte le terre fu distrutta, anzi fu troncato il capo dell'Impero romano e, per dirlo ancora con più chiarezza, in una sola città tutto il mondo è perito, tacqui e ne fui prostrato". Sempre sul sacco di Roma Girolamo scrisse:
In un'altra epistola, Girolamo scrisse che "la città inclita e capitale dell'Impero romano è stata bruciata in un solo incendio; e non vi è alcuna regione che non abbia esuli romani; chiese un tempo sacre si sono trasformate in faville e cenere e, nondimeno, andiamo sempre soggetti ad avarizia".
Girolamo, nel descrivere con drammaticità maggiore il sacco di Roma di Alarico, non esitò a prendere in prestito citazioni da passi della Bibbia o da autori come Virgilio. Girolamo parafrasa alcuni versi del III libro dell'Eneide, laddove viene trattata la caduta di Troia, per descrivere la caduta di Roma:
Quali lacrime sono pari alla sua agonia?

Una città sovrana di antica data cade;

E senza vita nelle sue strade e case giacciono

innumerevoli corpi dei suoi cittadini...»
(Girolamo, Epistola 127.)

### Agostino
Per Agostino (354-430), vescovo di Ippona e uno dei Padri della Chiesa, la caduta di Roma significava una minaccia da non sottovalutare per la fede della comunità cristiana: i pagani, perseguitati dallo stato romano ora che il Cristianesimo era diventato religione di stato, si scagliarono contro la religione cristiana, ritenendo che a causa dell'abbandono degli antichi riti pagani Roma fosse stata abbandonata dalle divinità pagane, e che la sua conseguente rovina fosse dovuta all'ira degli dei pagani. Nei sermoni e in particolare nella sua opera principale La Città di Dio, Agostino si propose di ribattere alle accuse dei pagani, difendendo il cristianesimo dai loro attacchi:
(De Civitate Dei, II,2.)
Agostino scrive che i pagani critici del cristianesimo avevano coniato l'aforisma anticristiano
"Non viene la pioggia, ne sono causa i cristiani". A costoro rammenta che se i Goti si astennero dal compiere massacri nelle chiese cristiane permettendo a tutti coloro, pagani compresi, che si rifugiarono lì, di trovare scampo, era proprio merito della religione cristiana che ora denigrano:
(De Civitate Dei, I,7.)
Agostino ritiene che il Sacco di Roma fu dovuto alla provvidenza divina che intendeva correggere i peccati dei cittadini dell'Urbe con tale calamità, rammentando che, a differenza di Sodoma, Roma non fu distrutta ma solo saccheggiata e molti dei cittadini riuscirono a trovare scampo:
(La rovina della città di Roma, 7.)
Nei primi tre libri della De Civitate Dei, Agostino fa notare (citando episodi narrati da Tito Livio) ai pagani accusatori che anche quando erano pagani i Romani avevano subito tremende sconfitte, senza che però venissero incolpati di questo gli dei pagani:
Nella sua opera Agostino mette in contrapposizione due città, una terrena (Babilonia, allegoria per l'Impero romano) e una celeste (Gerusalemme, allegoria per la comunità dei Cristiani). Contro la tesi secondo cui l'Impero romano fosse predestinato a conquistare e civilizzare il mondo e a condurlo verso il Cristianesimo, Agostino asserisce che lo stato romano fosse un impero come i tanti altri che lo avevano preceduto e che prima o poi sarebbe destinato a declinare e a crollare, a differenza della Gerusalemme celeste, ovvero la comunità dei cristiani; e nega la tesi che la formazione dell'Impero romano fosse dovuta a una sua particolare eticità e legittimità; esso si era formato tramite la brama di potere e azioni di violenza. Agostino esorta la comunità dei cristiani a non lasciarsi travolgere dalle passioni terrene, ma a giurare vera lealtà solo al regno dei cieli.

### Orosio
Agostino non solo difese di persona la religione cristiana contro le accuse pagane, ma spinse anche altri a fare altrettanto. Intorno al 417/418, l'autore della Historiae adversus Paganos (Storia contro i Pagani) in sette libri, il sacerdote ispanico Paolo Orosio († intorno al 418), scrisse questa opera proprio su richiesta di Agostino. Nei suoi sette libri, Orosio si soffermò su tutte le guerre e calamità che avevano colpito Roma in epoca precristiana, cercando di provare che anche in età precristiana Roma avesse subito dei rovesci e dei disastri, senza che di ciò potesse venirne incolpato il Cristianesimo. Quando riferisce delle calamità in epoca cristiana, Orosio, conformemente al suo scopo apologetico, finisce con lo sminuirle o attribuirle alla punizione divina volta a correggere i peccati dei Romani.
Secondo Orosio il sacco di Roma ad opera di Alarico fu la giusta punizione divina per castigare la Città Eterna per i suoi peccati, in particolare per il persistere del paganesimo nell'Urbe; in ogni modo, tale sacco, per Orosio, fu molto meno distruttivo di altri disastri capitati alla capitale quando era pagana, ad esempio dell'incendio ordinato da Nerone nel 64 o del sacco di Roma ad opera dei Galli di Brenno nel 390 a.C.:
(Orosio, Storia contro i Pagani, VII, 39.)
Orosio giunge addirittura ad affermare che, per quanto il ricordo di quell'evento fosse ancora recente, se qualcuno avesse interrogato i cittadini romani, avrebbe pensato che non fosse accaduto nulla, e l'unica testimonianza del sacco sarebbero rimaste le poche rovine ancora esistenti.

## Storici della Tarda Antichità

### Olimpiodoro
Lo storico greco Olimpiodoro († dopo il 425), che nella sua Storia narra in dettaglio il periodo compreso tra il 407 e l'ascesa al trono di Valentiniano III nel 425, è la principale fonte di numerosi autori greci classici che scrivono sulla parte occidentale dell'Impero in questo momento. L'opera è conservata solo in un riassunto contenuto nella Biblioteca di Fozio, dove, tuttavia, gli eventi che riguardano il sacco di Roma, però, vengono trattati nelle loro caratteristiche essenziali:
4. In quell'assedio di Roma gli abitanti furono ridotti a mangiarsi l'un l'altro.»
(Olimpiodoro, frammenti 3-4 (Muller).)

### Filostorgio
La Storia Ecclesiastica di Filostorgio († dopo il 433), ariano come i Goti di Alarico, come Olimpiodoro, è sopravvissuta solo in una Epitome redatta dal patriarca di Costantinopoli Fozio. È controverso se Filostorgio abbia fatto uso di Olimpiodoro come fonte oppure no, in quanto si discosta da lui per la narrazione di alcuni avvenimenti: per esempio, a differenza di Olimpiodoro, Filostorgio è ostile nei confronti di Stilicone, accusandolo di aver aperto ad Alarico la strada per l'invasione dell'Italia, e Saro gioca un ruolo più importante rispetto all'opera di Olimpiodoro. 
3. Spentosi Stilicone, [...] i barbari che erano con lui [...], in seguito all'esecuzione di Eucherio, [...] si unirono ad Alarico, e lo sobillarono ad assediare la città di Roma. [...] Alarico ritornò a Ravenna, e avendo offerto di trattare con Onorio, fu respinto da Saro, che affermava che un uomo che avrebbe dovuto già da lungo tempo pagare la pena per la sua audacia, era indegno di essere riconosciuto tra gli amici. Alarico, arrabbiato da tale discorso, a un anno di distanza dal suo primo attacco al porto della città di Roma, marciò di nuovo verso Roma, in qualità di nemico [...]. Ma il fuoco dei barbari, e la spada del nemico, e la prigionia della popolazione fecero a pezzi la sua grandezza e la fama della sua potenza. Mentre la città di Roma giaceva in rovina, Alarico devastò la Campania, e perì di un malanno che lo colse in quei dintorni.»
(Filostorgio, Storia Ecclesiastica, XII,2-3.)
Filostorgio sottolineò le responsabilità di Onorio e rinunciò, a differenza di Orosio e degli storici ecclesiastici Socrate Scolastico e Sozomeno, di sdrammatizzare il sacco di Roma da Alarico in qualsiasi forma, descrivendolo come un evento catastrofico.

### Socrate
La Storia Ecclesiastica di Socrate Scolastico († 440) si sofferma solo brevemente sul sacco di Roma. La collaborazione iniziale di Alarico con i romani è nota a Socrate, che infatti cita la sua partecipazione alla guerra contro l'usurpatore Eugenio, ma non la sua origine: 
(Socrate Scolastico, Storia Ecclesiastica, VII,6.)
Socrate Scolastico non sembra molto informato sul contesto storico del sacco stesso, e la sua narrazione comprende errori e omissioni. Stilicone, Onorio o Galla Placidia non sono menzionati, mentre l'usurpazione di Prisco Attalo viene collocata erroneamente dopo il sacco, mentre invece Olimpiodoro, Zosimo, Filostorgio e Sozomeno, meglio informati di Socrate, lo collocano prima del Sacco. Socrate descrive il sacco in modo drammatico, evidenziando le devastazioni e i saccheggi dei Goti:
(Socrate Scolastico, Storia Ecclesiastica, VII,6.)
Comunque il resoconto di Socrate non è privo di imprecisioni: per esempio, sostiene erroneamente che dopo o durante il saccheggio, Alarico proclamò Attalo imperatore, mentre in realtà ciò era avvenuto prima, e appare poco credibile, secondo diversi storici tra cui Gibbon, la sua affermazione secondo cui Alarico avrebbe abbandonato Roma perché «gli giunse la notizia che l'Imperatore Teodosio aveva inviato un esercito per combatterlo. E non era questa notizia falsa; perché le forze imperiali erano realmente in marcia; ma Alarico, non attendendo che la notizia divenisse realtà, levò gli accampamenti e scappò». Infatti la notizia, fornita da Socrate, che l'Imperatore d'Oriente Teodosio II avrebbe inviato un esercito contro Alarico, non è confermata da altre fonti.
Il capitolo si conclude con un aneddoto: 
(Socrate Scolastico, Storia Ecclesiastica, VII, 10.)

### Sozomeno
La storia ecclesiastica di Sozomeno († 450), che copre il periodo 324-439 e che tra le sue fonti ha fatto anche uso di Socrate, è più dettagliata rispetto all'opera del suo predecessore Socrate per quanto riguarda la descrizione del sacco di Roma. Sozomeno, che probabilmente aveva letto l'opera di Olimpiodoro, si mostra molto ben informato su Stilicone e sulle circostanze della sua morte nonché sugli avvenimenti immediatamente precedenti al sacco. Le analogie con la versione dei fatti narrata da Zosimo e dall'epitome di Olimpiodoro redatta da Fozio fa supporre gli studiosi che Sozomeno possa aver utilizzato, al pari di Zosimo, l'opera storica di Olimpiodoro come fonte. Sozomeno sostiene che i senatori pagani compirono riti pagani alle antiche divinità durante il primo assedio di Roma (fatto confermato anche da Zosimo, il quale tuttavia, sostiene che fu fatta solo la proposta, ma alla fine tali riti non furono effettuati).
Il resoconto del sacco in Sozomeno è molto meno drammatico rispetto a Socrate. Sozomeno mette in evidenza la pietà cristiana dei Goti che risparmiarono la Basilica di San Pietro e si astennero dal compiere massacri nelle chiese cristiane, permettendo così a tutti i cittadini che fossero riusciti a rifugiarsi nelle chiese di aver salva la vita:
(Sozomeno, Storia Ecclesiastica, IX,9.)
Sozomeno narra anche del racconto edificante di una romana pia, le cui virtù avevano colpito così tanto un giovane goto che egli decise di non violentarla.

### Procopio
A circa un secolo di distanza da Sozomeno, lo storico greco Procopio di Cesarea († intorno al 562) scrisse la storia delle guerre di Giustiniano, in cui ha trattato anche il sacco di Roma di Alarico. Procopio riferisce due versioni discordanti di come il re visigoto espugnò Roma. Secondo la prima versione, Alarico avrebbe regalato come schiavi al senato romano trecento giovani facendo finta di levare l'assedio; successivamente però quei trecento schiavi goti avrebbero poi aperto a tradimento la porta Salaria, permettendo all'esercito di Alarico, che era rimasto a poca distanza dall'Urbe, di farvi ingresso e saccheggiarla:
(Procopio, Storia delle guerre, III,2.)
Procopio riferisce una seconda versione dei fatti discordante con la prima, secondo la quale sarebbe stata Proba, donna di rango senatoriale appartenente alla famiglia degli Anicii, a far aprire le porte ad Alarico:
(Procopio, Storia delle guerre, III,2.)
Entrambe le versioni riferite da Procopio sono ritenute di dubbia attendibilità degli studiosi. La prima, oltre a ricordare eccessivamente la trovata del cavallo di Troia, è sconfessata dalla testimonianza di personalità coeve al sacco come Girolamo, che asserisce che la città fu espugnata di notte (mentre Procopio asserisce che l'apertura a tradimento delle porte avvenne a mezzogiorno). Invece, la seconda versione dei fatti, a prima vista maggiormente attendibile, è possibile che sia stata diffusa ad arte da un sostenitore di Attalo, nel tentativo di diffamare la famiglia degli Anicii, a cui Proba apparteneva, rea di essersi opposta all'ascesa al potere di Attalo.
Per quanto riguarda la descrizione del sacco, Procopio riferisce:
(Procopio, Storia delle guerre, III,2.)
L'Imperatore Onorio già aveva incontrato poca simpatia negli storici precedenti, e Procopio racconta di lui un aneddoto che lo mette in ridicolo:
(Procopio, Storia delle guerre, III,2.)

### Giordane
Lo storico goto Giordane († dopo il 552) redasse, quasi in contemporanea all'opera di Procopio, la sua  Getica, una sorta di epitome della storia gotica (andata perduta) di Cassiodoro. Alarico viene descritto da Giordane come un giovane nobile, appartenente alla gloriosa famiglia dei Balti, "seconda in nobiltà solo a quella degli Amali" (gli Amali era la famiglia reale degli Ostrogoti, che Giordane, essendo appunto ostrogoto, intendeva decantare). La sua invasione viene giustificata da Giordane con il fatto che "dopo che Teodosio, l'amante della pace e della razza gotica, era deceduto, i suoi figli cominciarono a rovinare entrambi gli Imperi con la loro dissolutezza e privando i loro alleati, ovvero i Goti, dei doni che essi ricevevano".
Giordane, nella sua opera, descrive tuttavia la carriera di Alarico in modo molto impreciso e grossolano. Scrive che invase l'Italia nel consolato di Stilicone e Aureliano (anno 400), errore commesso anche da Prospero e Cassiodoro, mentre è più probabile l'anno successivo. Il resoconto inattendibile di Giordane continua asserendo che Alarico, raggiunto il fiume Candidiano a poca distanza da Ravenna, inviò un'ambasceria all'Imperatore Onorio: quest'ultimo decise di trattare con i Goti di Alarico, decidendo di inviarli in Gallia affinché combattessero con i Vandali di Genserico, che avevano invaso la Gallia e la Spagna; tale decisione sarebbe stata ratificata da un rescritto imperiale e i Goti, accettando l'accordo, si sarebbero incamminati per la Gallia. Durante la loro marcia sarebbero stati tuttavia attaccati proditoriamente a Pollenzo dall'esercito romano condotto da Stilicone; i Goti sarebbero usciti vincitori dallo scontro, ma, furiosi per il tradimento, avrebbero devastato Liguria, Emilia, e altre province, fino a saccheggiare la stessa Roma.
Il resoconto di Giordane appare altamente inattendibile: la battaglia di Pollenzo avvenne nella Pasqua 402, mentre il Sacco di Roma avvenne nel 410, ma Giordane descrive il Sacco di Roma come immediatamente successivo a tale battaglia; la battaglia di Pollenzo inoltre fu vinta dai Romani e non dai Goti stando a Prospero e Claudiano, contrariamente a quanto afferma Giordane; Giordane inoltre scrive che poco prima della battaglia di Pollenzo (quindi intorno al 402) i Goti stavano marciando in Gallia per combattere per conto di Roma i Vandali di Genserico che avevano invaso Gallia e Spagna, tuttavia la battaglia di Pollenzo avvenne nel 402, mentre i Vandali invasero la Gallia solo nel 406, e Genserico salì sul trono dei Vandali solo nel 428.
Per quanto riguarda il sacco di Roma, Giordane scrive:
(Giordane, Getica, 156.)
Giordane sembra tuttavia aver sdoppiato il sacco in due sacchi, inventandosi un secondo sacco dell'Urbe che a suo dire sarebbe stato compiuto da Ataulfo nel 411:
(Giordane, Getica, 159.)
Poiché tutti gli autori coevi tacciono su questo presunto secondo sacco compiuto ad un anno di distanza del precedente, e considerando che se fosse veramente accaduto ne avrebbero fatto certo menzione, la storiografia moderna ritiene questo secondo sacco un'invenzione di Giordane.

## Autori medievali

### Isidoro di Siviglia

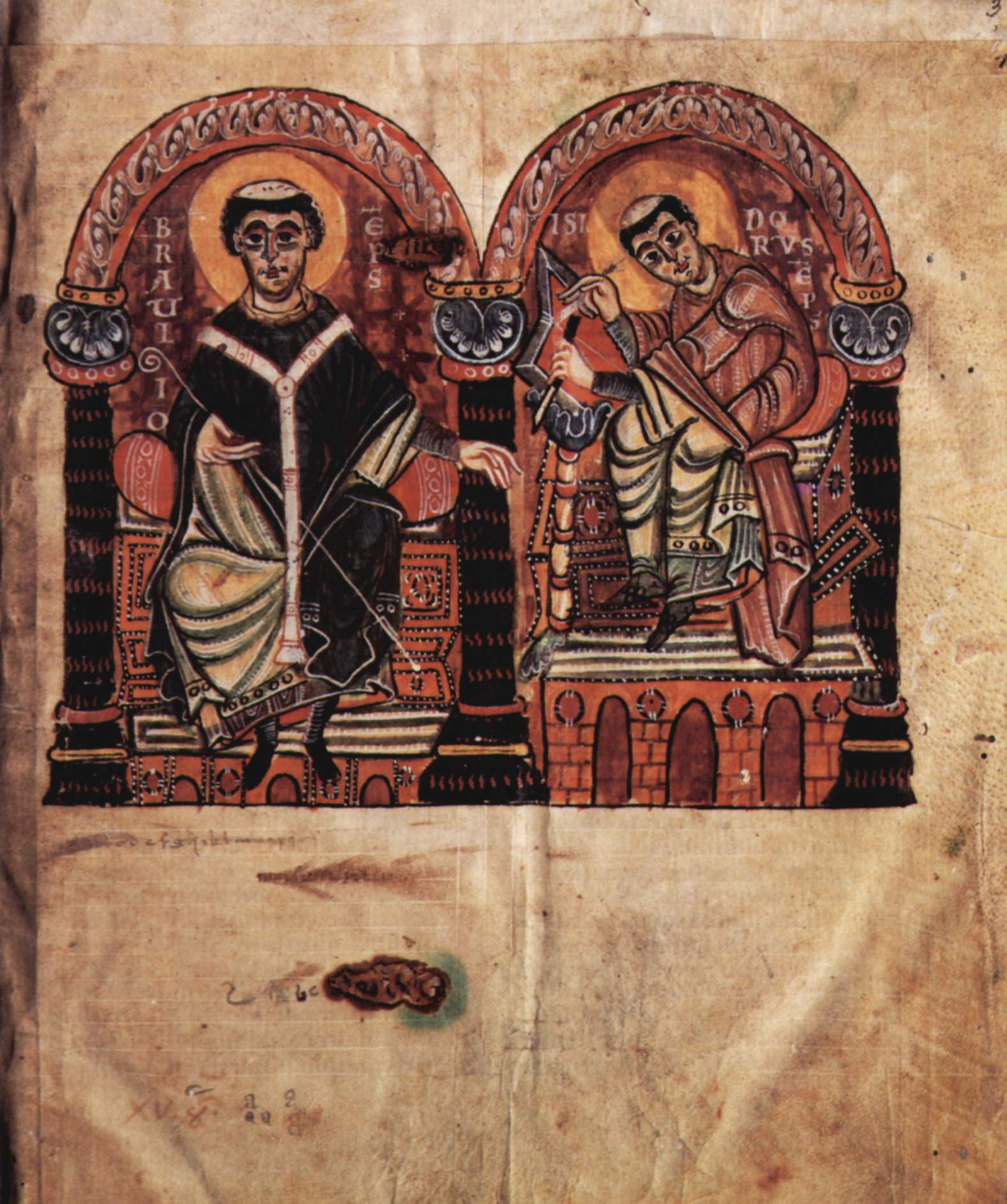
Anche Isidoro di Siviglia (a destra), autore del VII secolo, trattò il sacco di Roma.

Duecento anni dopo Orosio, un altro spagnolo, il vescovo Isidoro di Siviglia († 636), descrisse il sacco di Roma. La Spagna era governata al tempo dai re visigoti che risiedevano a Toledo e che a partire dalla fine del VI secolo si erano convertiti al Cattolicesimo. Nella Storia dei Goti, Vandali e Svevi di Isidoro, Alarico viene descritto come "un cristiano, seppur eretico", che saccheggiò Roma per vendicarsi per la sconfitta di Radagaiso contro Stilicone; per gli altri particolari, Isidoro usò come fonte Orosio.

### Storici greci
Menzionano il sacco di Roma anche diversi storici bizantini, tra cui Teofane Confessore († 817/818), Giorgio Cedreno († dopo il 1057) e Giovanni Zonara ( † dopo 1118). Essi in genere hanno tratto le notizie del sacco o da Procopio o dal cronista a lui coevo ma molto meno informato Giovanni Malala († 570), il quale sosteneva erroneamente che Alarico sarebbe stato un generale di Onorio proveniente dalla Gallia che avrebbe saccheggiato Roma per conto dell'imperatore, adirato nei confronti del senato e del popolo romano: 
(Giovanni Malala, XIII,49.)
Giovanni Malala appare assai poco informato sul regno di Onorio e distorce di parecchio gli avvenimenti: dopo aver reso Alarico un generale romano vero e proprio tacendo invece sul fatto che fosse soprattutto il re dei Visigoti, scrive che Costanzo sarebbe stato un comes commilitone di Alarico, a cui era stata affidata la custodia di Placidia, il quale, invaghitosi da lei, l'avrebbe rapita fuggendo da Alarico e la avrebbe riconsegnata a Onorio, che lo premiò permettendogli di sposare Placidia e associandolo al trono. Costanzo, in realtà, era un generale romano che ebbe sì un ruolo effettivo nel liberare Galla Placidia dai Goti e che effettivamente la sposò, ma non fu mai al servizio di Alarico. Malala, dopo aver accennato agli usurpatori rivoltatosi contro Onorio e sconfitti da Costanzo, si inventa poi la frottola che Onorio, dopo aver incoronato Costanzo III a Roma, si sarebbe recato a Costantinopoli per regnare congiuntamente in Oriente con Teodosio II, cosa assolutamente falsa (semmai Costanzo III e Onorio regnarono congiuntamente sull'Occidente). Un altro errore grossolano è che Giovanni avrebbe usurpato il trono in Occidente quando ancora Onorio era in vita, e che Onorio, informato di tale usurpazione, si ammalò e perì di idropsia. In realtà, pur essendo Onorio deceduto di idropsia e pur avendo Giovanni usurpato il trono d'Occidente, tutto ciò avvenne dopo il decesso di Onorio.
Teofane Confessore riportò la versione di Giovanni Malala del sacco, quella fondamentalmente errata. Invece Giorgio Cedreno si basò sul resoconto di Procopio, aggiungendoci una riflessione personale sul declino dell'Impero, arricchita dall'aneddoto tramandato da Appiano di Scipione che, contemplando la rovina di Cartagine, profetizzò in lacrime la futura rovina di Roma:
Da notare che Cedreno chiami erroneamente Alarico "re dei Vandali" e che ponga il giorno del sacco il 26 agosto invece del 24 agosto. Un altro errore che commette Cedreno è che per 1160 anni Roma era stata inespugnata: in realtà tra il 390 a.C. (sacco dei Galli Senoni di Brenno) e il 410 d.C. (sacco dei Goti di Alarico) passarono solo novecento anni. Inoltre non fu Scipione l'Africano a distruggere Cartagine ma fu Scipione Emiliano (anche se l'aneddoto, riferito a Scipione Emiliano, è veritiero, tramandato da Polibio e Appiano). Nel seguito Cedreno riferisce la storia della gallina riprendendola da Procopio.
Zonara riportò nella sua Epitome delle storie entrambe le versioni (sia quella di Procopio che quella di Giovanni Malala).

### Ottone di Frisinga
Anche il vescovo Ottone di Frisinga († 1158), zio dell'Imperatore del Sacro Romano Impero Federico Barbarossa, trattò del sacco di Roma del 410, basandosi principalmente sui resoconti di Orosio e Giordane. Tuttavia, datò erroneamente il sacco al 415, facendo perpetrare a Stilicone (che però nel 415 era già defunto) l'attacco decisivo contro le truppe di Alarico. La conquista della città da parte dei Goti era considerato da Ottone, che paragonava Roma con Babilonia, come l'inizio della fine dell'impero romano: Roma, dapprima disonorata da Alarico, venne poi privata del proprio stato da Odoacre.

### Flavio Biondo
All'inizio del Rinascimento, l'umanista Flavio Biondo (1392-1463) diede grande importanza al sacco di Roma, che pose all'inizio della sua storia d'Italia. Come Ottone di Frisinga trecento anni prima, Biondo considerava il sacco di Roma compiuto da Alarico come l'inizio del declino dell'Impero Romano.